# استنتون (داکوتای شمالی)
استنتون(به انگلیسی: Stanton) شهری در ایالت داکوتای شمالی کشور ایالات متحده آمریکا است که جمعیت آن در سرشماری سال ۲۰۱۰ میلادی، ۳۶۶ نفر بوده‌است.